# ニポンゴ
『ニポンゴ』は、空えぐみによる日本の4コマ漫画作品。『週刊ヤングジャンプ』（集英社）2011年50号にて読切版（後述）掲載の後、2012年31号から2014年15号まで連載された。話数カウントは「○本目」（最終回は「X本目」と表記される）。サブタイトルはダジャレとなっている。

## あらすじ
通訳を目指すフツーの女子高生・佐藤さやか。そんな彼女が入学するのは「私立一本背負い女子高校」。一風変わった名前を持つこの高校には、アメリカ・中国・ロシアなど、世界各国から留学生が集まる「インターナショナルクラス」が存在する。このクラスを舞台に、様々な国の様々な生徒達による、奇妙かつ賑やかなハイスクールライフが繰り広げられる。

## 舞台
私立一本背負い女子高校
通称：「ッポン高」。各学年に1クラスずつ「インターナショナルクラス」が設置されている。制服はブレザー。体育着は未だにブルマーである。
留学生寮が完備されており、外国人留学生の多くはそこから通っている模様。他にも学食・購買などの設備がある。
校則第一条には「黒点に満たない者は、足りない点数の数だけ、赤点教科の担任に一本背負いをされること。」と定められている（詳しい意義・理由については教職員も知らない）。その校名が示す通り、柔道部はかなりの強豪である。
文化祭では「ミス日本びいき」なる名物行事が毎年開催されている。
また、校則など学校の決まり事は基本的に前例ありきのようで、前例の無い場合、教員の裁量によるがある程度の行いは許されるようである（ただし、メアリーが学校のプールでスイカ割りをした所、翌年から禁止になった）。
インターナショナルクラス
日本を含め、世界各国から集まった生徒達で構成されるクラス。実に生徒の3分の2が外国人留学生である。
毎週水曜日に、日本文化を体験する特別授業がある。進路指導は日本人生徒と外国人留学生は別々に行われる。
佐藤家
さやかが家族と暮らす実家。
現在はメアリー・メイメイ・サーシャの3人がホームステイ中。 メアリーとさやか、メイメイとサーシャはそれぞれ相部屋で過ごしている。

## 登場人物
声の項はVOMIC版のもの。

### 主要人物
メアリー・キッドマン
声 - 阿澄佳奈
アメリカ人。テキサス州出身。セミロングの金髪に碧眼、目立つ八重歯が特徴。日本のサブカルをこよなく愛する日本大好きっ娘。口癖は「〜ッス」。さやかとは、お互いクラスで初めて仲良くなった親友同士である。
元気いっぱいの明るい性格で、誰とでも気さくに話せる社交性も備えている。巨乳でスタイル抜群だが、現実の男性には一切興味がないという生粋の二次元オタクである。日用品もアニメグッズを多数愛用している。愛読している漫画雑誌は『週刊ヤングシャンプー』。
大好きな日本の文化・風習への知識は主にアニメや漫画から得ているため、日常生活では勘違いからの奇行が多く、トラブルメーカーになることもしばしばある。少々がさつな所もあり、部屋の片付けなどは苦手。ただし、自ら“神聖な場所”と称する「フィギュア置き場」だけは、いつも完璧に清掃している。
勉強は不得意で進級ギリギリの成績だが、一方で大好きなアニメの知識は一度語らせると周囲を閉口させるほどに豊富である。コスプレも好きで、日本の「コムコムマーケット」には大張り切りで参加している。黒髪や黒い目には憧れを持っている。時々、しれっとメタ発言をすることがある。
当初は留学生寮に住んでいたが、1年の夏休み前よりメイメイ・サーシャと共に佐藤家にホームステイ中。家では「減価償却」「確定申告」など、会計用語がプリントされた服をよく着ている。
佐藤さやか（さとう さやか）
声 - 藤田奈央
日本人。後ろ髪を三つに分けて頭頂部で束ねた、独特の「チューリップヘアー」が特徴。前髪のヘアピンは季節によって変えている。将来の夢は通訳。学校の友人からは名前ではなく苗字で呼ばれている。クラスでは、メアリー・メイメイ・サーシャの3人と班を組んでいる。
視力が悪く（裸眼で0.1）コンタクトレンズを着けているが、外すと目つきがすこぶる凶悪化し、周囲に恐怖と絶大なインパクトを植え付ける。それに起因して、後輩のマルシアからは「デスフラワー」という有り難くない渾名も頂戴してしまっている。
常識人の一方で、極度のジャニオタであり、特に「スマッブ」のメンバーであるキヌラタクヤ（通称：キヌタク）の大ファン。その情熱は深く、彼の話になると我を失ったり、彼の主演ドラマの題材となったボウリングやビリヤードの腕前は素人レベルのそれを遥かに凌駕している。そのせいで、メアリーからは得意なことはすべてキヌタク絡みだと誤解されている。
温和な人柄だが、周りの誰もが認めるみんなのツッコミ役。また、勝負ごとに関しては少々負けず嫌いな所も見せたりする。
李美美（リ メイメイ）
声 - 大久保瑠美
中国人。通称は「メイメイ」。リボンでツインテールにした地面に届くほどの長髪と、泣きボクロが特徴。クラスでは、さやかの班のリーダーを務めている。
幼少時より明晰な頭脳を活かして様々な国に留学し、その全てでトップの成績を収めてきた才媛。身体能力も人並み外れたものを持っており、学内のほぼ全ての部活から入部の勧誘を受けるなど、エリートと呼ぶにふさわしい完璧少女である。ただし身長が非常に低く、プライベートではよく小学生と間違えられてしまう。また、料理は大の苦手で、化粧のセンスも（悪い意味で）かなり独特。
自らを「特別な存在」と位置づけ、プライドが高く気難しい性格だが、友人をそれとなく気遣ったり犬や子供を可愛がったりと、心優しい一面を見せることもある。さらに、目上の人間への礼節は忘れないしっかり者でもある。
サーシャとはやや反りが合わず諍いも多いが、心の中では彼女の良い所も認めており、何だかんだで良きケンカ友達といった間柄である。彼女からはよく低身長をネタにからかわれているが、実は4歳の段階ではメイメイの方が高身長であった。
同年代の男子のことは、会話もおぼつかないほど苦手にしている。
サーシャ・ペレペルキナ
声 - 釘宮理恵
ロシア人。シベリア地方出身。一見クールで長身なモデル体型の美人。赤眼に赤い長髪、コンペイトウ型の髪留めとサイドポニーの髪型が特徴。一人称は「俺」で、普段の言葉遣いも男口調である。
その容姿端麗さに入学直後からファンが急増したものの、すぐにメッキが剥がれて、マザコン・ドジっ娘・運動音痴が判明し、1ヶ月後にはファンの数が3分の1にまで減ってしまった。他にも、怖がり・場の空気に疎い・食いしん坊・泣き上戸など、欠点は枚挙に暇がないほどだが、さやかの母からの薫陶で料理の腕前に限ってはメキメキと上達している。
極度の暑がり体質であり、普段の制服の着こなしは、ブレザーを羽織らないワイシャツ一枚へそ出しルックの常夏スタイルで通している。ゆえに屋内では目を光らせ、瞬時に涼しい場所を見つけ出すことが可能である。基本的に冬は元気だが、それ以外の季節ではバテて無気力気味になっていることが多い。
常にマトリョーシカ人形を持ち歩いており、事あるごとに見せびらかしたり、時には気前良くあげたりもする。また、日本のファンシーグッズも好きで色々と所有しているが、こちらは本人的に “ 秘密の趣味 ” であるらしく、他人に見られると激しく狼狽する。
性格はいわゆるツンデレだが、ロシアのことが好きな人間には無条件で優しくなる。さらに、生き物に対しても優しさを見せることがある。メイメイとは良きケンカ友達。

### クラスメイト
シャルロット・バルドー
フランス人。編み込み入りのブロンドヘアに丸眼鏡が特徴の資産家令嬢。故郷の実家はかなりの豪邸で、東京ドーム3個分（メイメイの計算によれば140,265m2）の面積がある。良いシャンプーを使っているらしく、周囲を虜にするフローラルな香りを放つ。
普段の口調は、おっとりとしていて上品。腕力はかなり弱く、スイカ割りの際にはバットで思いきり叩いてもヒビひとつ入らなかったほどである。生来の内気な性格に加え言動が浮世離れしており、入学当初はなかなか友人が出来なかった。
入学試験でのとある一件から、さやかのことが大好きになり、後に友人となる。その好意は時として友情の範疇に収まらず、突飛な行動や思考に走ってしまうこともある。さやかのことはとても格好良く見えており（彼女の中では）11頭身ほどある模様。
当然、班決めの際はさやかと組むのを希望していたが、なりゆきで美咲・アンナ・エイラといった個性的なメンバーと班を組むことになってしまった。当初は彼女らの奇行や発言に振り回され困惑していたものの、2年進級時にはすっかり打ち解けて仲良くなっている。
大野美咲（おおの みさき）
日本人。シャルロットの班のメンバー。髪型はストレートのロング。大阪府出身で、話す口調はのんびりとした関西弁。いつも視線はぴったり斜め上45度を見つめていてうわの空だが、学業成績はトップクラスである。
その掴みどころの無い飄々とした風情とエキセントリックな言動から、周囲の人間をしょっちゅう煙に巻いている（本人もそれを楽しんでいる節がある）。彼女の放つ不条理かつ強烈なボケの前には、メアリーですらツッコミ役に回らざるを得ないほどである。
学生寮には入らずマンションで一人暮らしをしているが、家には（本人的に）必要最低限の物しか置いておらず、食器やテーブルすら常備されていない。唯一の家財道具は、100円玉貯金に使っているパンチングマシーン。いつか、コツコツ貯めたそのお金でペルシャ猫を飼いたいと考えている。
非常に多芸でたくさんの特技を持っており、その種類は実生活に役立つもの（そうでないものもある）、専門的知識を要するもの、果てはある種超能力めいたものまで実に幅広い上に、時には怪力も発揮することもある。それらの特性を活かして、思いがけず周囲の役に立ったり頼りにされるといった一面もある。
個性派の多いクラスの中でも一際特異な存在感を放つ、謎多き「天地創造系女子」。左利き。さやかとは学校行事を共にするなど、割りと仲が良い。
アンナ・クローチェ
イタリア人。シャルロットの班のメンバー。ローマ出身。頭頂部に特徴的なアホ毛がある。メイメイと並ぶ低身長だが、本人はそれを気に入っている。服はあえてLサイズをぶかぶかに着こなし、大好きなルーズソックスは欠かさず着用する。
陰気なオーラを放つボクっ娘で、会話は「くっくっく…」と含み笑いをしながら独り言よろしくブツブツと話す。常に顔の上半分には陰影があり無表情だが、自分の好きなことに関しては一転して喜怒哀楽をハッキリと打ち出す所もある。
将来の夢は漫画家。メアリーに負けず劣らずの日本大好きっ娘で、「ミス日本びいき」においては彼女と白熱の“名勝負”を繰り広げた。
エイラ・カストロ
ブラジル人。シャルロットの班のメンバー。パーマのかかったロングヘアーと褐色の肌を持つ野生児的な少女。
極度の低血圧症であり、午前中はろくに言葉も発しないほど無気力だが、午後になるとたちまち陽気になり超人的な身体能力を発揮する。柔道部に所属していてその腕もかなりのものだが、前述の低血圧症のせいで未だに大会での優勝は果たせていない。
狩りが好きで、野生動物は基本的に全て食用だと見なしている（ただし、自身は動物によく懐かれる体質でもある）。穏やかな性格だが仲間意識がとても強く、仲間を傷つけられるととても怒る。携帯電話を持っていない。
服部舞（はっとり まい）
日本人。金髪のツインテール、太眉（麻呂眉）に糸目といった風貌。1年時は一般クラスの生徒であったが、インターナショナルクラスの環境をすこぶる気に入り、2年進級時には正式に編入してきた。
面白いこと（主に人をからかうこと）が大好きで、そのためには労力を惜しまない性分。しかし、それが災いして時には思わぬ出費を被ることもある。
メアリーにはその苗字から忍者の末裔だと勘違いされている。文化祭や体育祭などの校内イベントでは、よく司会進行役を務めている。
美帆（メイファン）
中国人。メイメイの友人。編みお下げ髪。
紅花（ホンファ）
中国人。メイメイの友人。お団子頭。北村家にホームステイ中。
よくメイメイにステイ先の子供の写真を見せては、しれっと掠め取られそうになっている。
カルラ・クラーン
ドイツ人。髪型はクセっ毛のセミロングで、常に右目は隠れている。長めの下まつ毛も特徴的。
いつも無口で強面な上に笑顔も怖いので有らぬ誤解を受けやすいが、性格は謙虚で優しく真面目で律儀な根っからの善人である。好物のソーセージと麦茶を使ってジョークを披露するなど、お茶目な一面も持つ。会話は単語だけをボソボソと話すため、時には通訳が必要となる。アンナやエイラとは（暗い者同士）仲が良い。
第1話の冒頭をはじめ局所に登場していたものの、第67話になるまで名前もキャラも明かされなかった。
上記のような性格もあってか、校内では隠れた人気を得ており、入学1ヶ月でサーシャから離れたファンは彼女に流れているとのこと。

### 他クラスの生徒
服部亜美（はっとり あみ）
一般クラスの生徒で、舞の双子の妹。容姿・声質・所作に至るまで、姉と瓜二つ。
色々と活動的な姉とは対照的に温厚で大人しい性格だが、やはり「面白いこと」は大好きである。
前田（まえだ）
一般クラスの生徒。同学年。髪の色は明るめ。
球技大会ではソフトボールのピッチャーとしてインターナショナルクラスと対戦し、彼女ら（とその家族）の奇行に振り回されていた。
後の体育祭でも借り物競走に出場し、美咲から片栗粉を借り受けている。
加古川由芽（かこがわ ゆめ）
一般クラスの生徒。同学年。髪型は前髪ぱっつんのショートボブ。新聞部の部長を務めている。
カルラの食べていたラムネをいかがわしい薬物だと疑い、色々と詮索していた。性格はなかなかの天然。
イルーニャ
ウクライナ人。個性的なトサカヘアーをした上級生。カラリパヤット部に所属しているが、選手ではなくマネージャーを務めている。
メイメイの身体能力に目を付け、時と場所と手段を選ばすに勧誘してくる。だが、その高圧的な物言いとは裏腹に性格は献身的で、部活に懸ける情熱も筋金入りである。後にシャルロットとは、ちょっとした勘違いが元で意気投合している。
卒業後は進学のため母国へ帰国したが、その際にメイメイとは連絡先を交換し、以降は普通の友達付き合いをしている模様。
マルシア・メレノ
スペイン人。下級生。ッポン高の総番の座を狙うヤンキーかぶれの少女。髪型は赤毛のポニーテールで、身長は小柄。一人称は「あちき」。尊敬している漢（おとこ）は安岡力也。
コテコテのヤンキー用語を操るため、親しい仲間以外は彼女と会話が成り立たず困惑させられる。不良らしく不遜な態度を執る一方で、始業ベルや校内マナーはきっちり守るなど、変に真面目な所がある（後述の仲間2人も同様）。
ジャンプした時の音で、ポケット内の硬貨の金額をピッタリ当てるという特技を持つ。漢字をたくさん知っているが、その半分以上は意味を理解していない。
エドナ・チュブクルイ
ケニア人。下級生。マルシアのヤンキー仲間で、彼女とは「マー坊」「エド公」と呼び合っている。大柄な体格に褐色の肌、コーンロウの髪型と足首までのロングスカートが特徴。好きな漢字は「弱肉強食」。好きな食べ物は焼きそばパン。
マルシアに比べて理知的に見えるが、その言動はやはりどこか頓珍漢である。祖国では日常的に野生動物から逃げ回っていたこともあり、足は速く体力自慢。熱帯育ちの影響からか雪が苦手で、間違った恐怖心すら抱いている。
実は、入学3日目にしてホームシックにかかっていた。
チェリー・クラーク
イギリス人。下級生。マルシア、エドナのヤンキー仲間。髪型は金髪のロングで、長く伸びた前髪で目が隠れている。好きなバイクはゼファー400。日本のお菓子や甘いものが好物。
基本的に口数は少ないが、他の2人に比べて女の子らしい言葉遣いをする。作中での活躍はあまり無いものの、3人の中では一番の頭脳派である。
特技は人のスリーサイズを正確に当てること。マルシアのことは尊敬している模様。

### 教職員・学校関係者
未知（みち）
さやか達のクラス担任教師。女性。普段は感情を表に出さず、淡々とした口調で話す。校内での普段着はジャージ。
いわゆるマニュアル思考の持ち主であり、日常生活においては自分の行動を分単位・秒単位できっちり管理している。教師としても校則遵守の考えを持ってはいるものの、逆に校則に記載さえ無ければ、突飛な提案であってもあっさりと許可を出してしまうことがある。パターンの確立されていない曖昧な物事への対応はやや苦手にしている。
あらゆる国の言語に精通しており、その語学能力の高さは秀才のメイメイをも驚嘆させたほど。世界の部族にもやたらと詳しい。柔道の力量にも相当なものがある。
上記の通りクールな性格だが、生徒に対する目はしっかり行き届いており、常に適切な指導とフォローの出来る良い教師である。クラスの生徒達からも非常に慕われている。
土井（どい）
老年の男性教師。ソフトボール部の顧問を務めている。その落ち着いた物腰とは裏腹に、練習指導は厳しい模様。球技大会でのメイメイの身体能力を高く評価し、エースピッチャーとして迎え入れたいと語っていた。
インターナショナルクラスでも担当授業を持っている。
斉藤（さいとう）
留学生寮の寮母。いつも電子タバコを咥えている。独身でコーギーを1匹飼っている。
メアリーからは女性管理人という理由のみで、漫画『めぞん一刻』になぞらえて勝手に「ミス音無」と呼ばれている。
炊事の腕前はとても達者で、世界各国の料理を作ることが出来る。

### その他の人々
さやかの母
穏やかで優しい性格。眼鏡を着用している。さやかの通訳で海外旅行に行くのが夢。
さやかの班のメンバー全員（特にサーシャ）からは、実の母親同然に慕われている。
さやかの父
眼鏡を着用し、口髭を蓄えている。
ダジャレ好きで茶目っ気のある性格だが、門限に遅れたさやかを叱りつけるなど厳格な一面もある。
佐藤ユウキ（さとう ユウキ）
さやかの弟。小学生。母姉ゆずりの優しい性格に加え、子供ながらに空気も読める良い子。メアリー達とも出会ってすぐに打ち解けた。
メイメイからは弟のように可愛がられており、ユウキ自身も彼女を「もう一人の姉」として慕っている。
ジョージ
メアリーの父。アメリカ在住。日本のアニメ文化が大好きで、普段からアニメキャラや用語がプリントされた服をよく着ている。器が大きく快活な性格で、家族との仲はすこぶる良好。娘と同様に、所々でズレた発言をする。
メアリーの日本留学に関しては当初反対をしていたが、アニメ声優のサイン色紙を貰ってくるという条件であっさり翻意した。後日、観光がてらオンラインゲームのオフ会に参加する目的で、次女のベティを連れて来日した。
メアリーの母
アメリカ在住。日本のドラマが好き。
メアリーには幼少期より「立派なダンチワイフ（団地妻）になりなさい」などと、言い聞かせていた。
ベティ
メアリーの妹。アメリカ在住。小さく可愛らしい外見とは裏腹に、口が悪く少々へそ曲がり。姉のことが大好き。
父親のジョージと来日した際にもその毒舌ぶりと腹黒さを発揮していたが、コンタクトが外れてしまったさやかの目つきに仰天し、以降はしおらしくなった。
アリーヌ
シャルロットの母。資産家の夫を持ち、自身もファッションデザイナーの仕事をしている。佇まいは上品だが、非常にのほほんとした性格。
日本のダジャレ（オヤジギャグ）に目がなく、それらを具現化させるために多額の出費をしている。また、いたずら好きな一面もある。
その行動は神出鬼没で、学校行事などシャルロットのいる所にいきなり現れることがある。
持田さとし（もちだ さとし）
シャルロットの家で雇われている男性。72歳。
肩書きは「お餅飲み込むタイミングアドバイザー」。その仕事は、餅を食べている人の側に立ち、飲み込むタイミングを掛け声で教えるというもの。実入りは良いらしく、高級腕時計を身に着けている。
気配り上手な好々爺だが、何かにつけて「お餅」に掛けた下手なダジャレを連発するため、さやかからは苦手意識を持たれてしまっている。
シャルロットを教育し、その成長を見守ってきたという自負があるものの、実際に彼が教えたのは「お餅を飲み込むタイミング」のみである。
瀬場須令子（せばす れいこ）
シャルロットの家で執事兼教育係として雇われている女性。通称「セバスチャン」。髪型は黒髪のおかっぱ（ボブカット）。
かつてデザイナー志望で面接に来た際、開始5秒でアリーヌから“執事として”好条件で採用された。
その分け隔てない人柄と実直な仕事ぶりで、周囲の人間およびシャルロットやアリーヌの信頼は厚い。性格面では不器用な所があり、公私の切り替えや人との距離の取り方が苦手。勤務時には礼儀正しいが、非番時には必要以上にフランクになるなど、かなり極端である。
さやかと打ち解けてからは、プライベートでよく佐藤家に遊びに来るようになった。
テツ
さやかの従兄弟。高校生。外見はチャラ男のようだが、根は純情。
さやかを介して知り合ったサーシャに一目惚れをする。すかさず連絡先を交換しようと試みるが、彼女に一切その気が無く失敗に終わった。
後にさやかが彼のイメージアップを図るものの、言葉を取り違えたサーシャからの印象は逆に悪くなってしまった。さらに、後日サーシャに再会した際には存在をすっかり忘れられていた上に、メイメイに気があると勘違いされるなど散々な扱いを受ける。
本井伝直文（ほんいでん なおふみ）
『週刊ヤングシャンプー』で連載を持つ漫画家。ボサボサの長髪にヘアバンド、無精ひげといった黎明期のフォークシンガーを思わせる風貌。メアリーは彼の大ファンであるらしい。
「近所に住んでいる」というだけの軽い理由で、文化祭の「ミス日本びいき」にゲストとして呼ばれた。
渡辺（わたなべ）先生
ユウキのクラス担任の女性新米教師。22歳。子供達に勉強を教えるのが（まだ）苦手。
北村（きたむら）くん
紅花のホームステイ先である北村家の男の子。姉と弟がいる。ユウキと同学年。
北村和樹（きたむら かずき）
北村家の末っ子。純真な心の持ち主でサンタの存在を信じている。

## 読切版
『週刊ヤングジャンプ』2011年50号にて掲載（のちに単行本3巻に収録）。掲載に当たり、作者のPixiv上においてイラストが公開された。一部のキャラクターデザイン、ッポン高が共学という設定など、連載版とは異なる部分がある。

## 特別編
『週刊ヤングジャンプ』2013年31号にて掲載。話数クレジットは「n本目」。メアリーとさやかが、テレビアニメ『ローゼンメイデン』第1話のアフレコ現場に突撃するという内容。

## 書籍

### 単行本
- 空えぐみ 『ニポンゴ』 集英社 〈ヤングジャンプ・コミックス〉 愛蔵版 全4巻[14]
  - 第1巻 2013年2月19日発売 ISBN 978-4-08-782484-1
  - 第2巻 2013年7月19日発売 ISBN 978-4-08-782667-8
  - 第3巻 2013年12月19日発売 ISBN 978-4-08-782719-4
  - 第4巻 2014年5月20日発売 ISBN 978-4-08-782794-1

### 関連書籍
- きんいろモザイク アンソロジーコミック 芳文社 （まんがタイムKRコミックス） 2013年7月27日発売 ISBN 978-4-8322-4331-6

同作のキャラとコラボした漫画が掲載。

## VOMIC（ラジオドラマ）
2013年12月6日より、集英社ヴォイスコミックステーションサイト『VOMIC』にて配信。（全4回）